# Parque Zoológico Municipal Quinzinho de Barros
O Parque Zoológico Municipal Quinzinho de Barros – Zoológico Municipal de Sorocaba é um jardim zoológico situado no município de Sorocaba, estado de São Paulo, no Brasil, sendo considerado o segundo zoológico do Brasil em número de espécies.
Inserido na Vila Hortência, dentro da região leste da cidade de Sorocaba, em uma área de cerca de 130.000 m², tem em seu interior uma faixa de mata atlântica de transição em estágio secundário, um lago, o Museu Histórico Sorocabano e abrigava em 1992, segundo levantamento feito pela Sociedade de Zoológicos do Brasil, um total de 1487 espécimes de 353 espécies entre mamíferos, aves e répteis, sendo 70% pertencentes à fauna brasileira, tendo dentre elas 36 espécies ameaçadas de extinção.

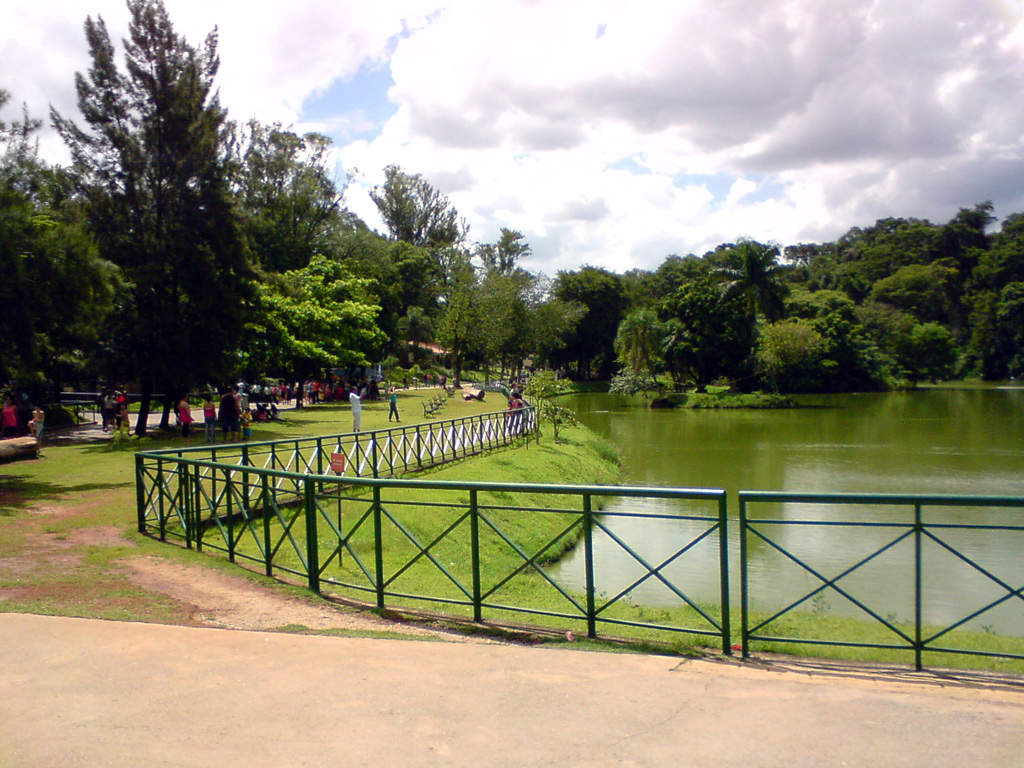
Lago com ilhas

Com a classificação “A”, a mais alta outorgada pelo IBAMA, o zoológico é referência na América Latina no que se refere a lazer, pesquisa, preservação e educação ambiental e recebeu em 2007 mais de um milhão de visitantes, dentre eles estudantes de 81 cidades do estado de São Paulo.
O trabalho ali desenvolvido recebe apoio e reconhecimento de várias entidades nacionais e internacionais, tais como Smithsonian Institution, World Wide Fund for Nature, U.S. Fish and Wildlife Service, Fundação O Boticário de Proteção à Natureza, Fundação Pró-Natureza, entre outras.

## História
Já na época de fundação de Sorocaba, em 1654, o município possuia diversas áreas, denominadas “largos”, que eram utilizados para montagem de palcos improvisados para apresentações teatrais, reuniões festivas da população local ou mesmo para a parada de tropas de muares na época do “Tropeirismo”. Esses largos, com o passar do tempo acabaram dando origens às atuais praças e parques do município.
Jardins dos Bichos
Em 1 de janeiro de 1899 foi inaugurado o “Largo do Jardim”, posteriormente denominado Praça Frei Baraúna. Foi nesse largo que em 15 de janeiro de 1916 surgiu o “Jardim dos Bichos”, mantendo-se ali espécies da fauna brasileira, tais como onça, macaco, veado, bicho-preguiça, jacarezinho, serpentes e aves, principalmente araras, permanecendo nesse local até o ano de 1930.
Por volta de 1965, a Prefeitura Municipal de Sorocaba, visando aproveitar uma grande área marginal do Rio Sorocaba, construiu um jardim nesse espaço para uso da população local. Alguns vizinhos dessa área sugeriram a inserção de alguns animais no recinto para contribuir com o seu embelezamento e então foram colocadas ali em exposição algumas aves, sucedidas por outras aves, dois macacos-prego, um aquário e assim foi iniciado o segundo “Jardim dos Bichos”, inaugurado em 1966 e denominado “Jardim da Margem”.
Inauguração do Quinzinho de Barros
Em 20 de outubro de 1968, após a transferência da Chácara Quinzinho de Barros, pertencente à família Prestes de Barros para a Prefeitura Municipal de Sorocaba, através de escritura de desapropriação amigável e a mudança dos animais do Jardim da Margem para o recinto, foi inaugurado o “Parque Zoológico Municipal Quinzinho de Barros”, com a presença de um público de mais de duas mil pessoas.

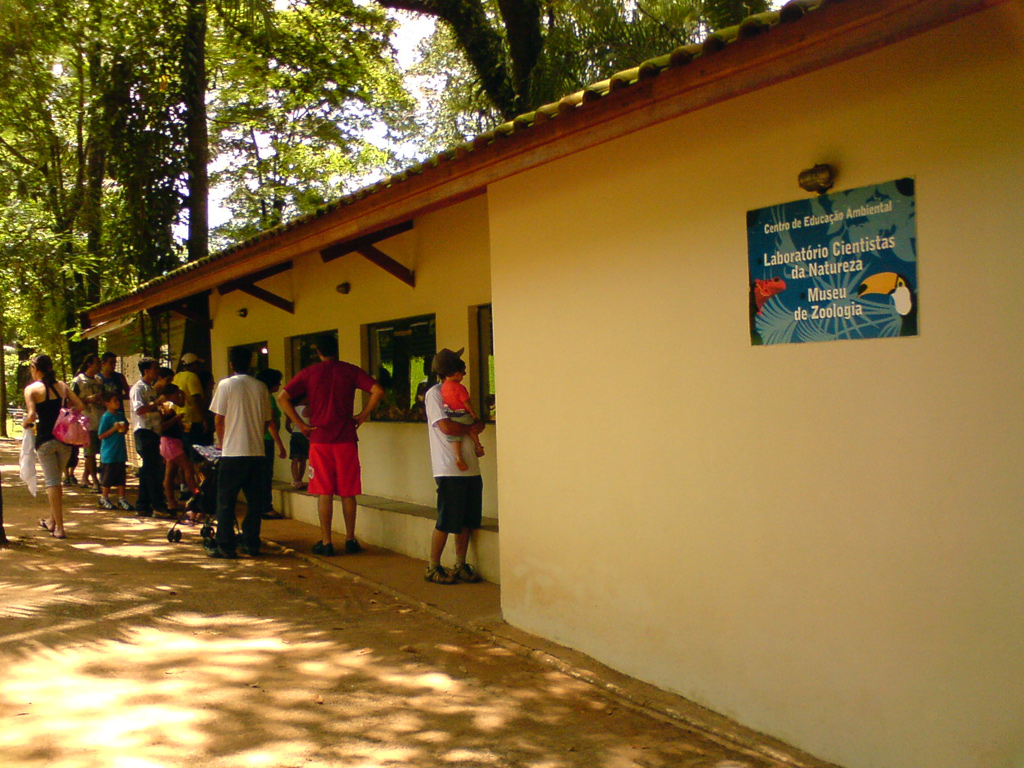
Laboratório Cientistas da Natureza

Início das atividades educacionais
O “Quinzinho”, tal como é chamado pela população local, iniciou suas atividades educativas em 1979, por meio de iniciativa do então Secretário de Educação e Cultura do município e do diretor do zoológico. Nesse momento, o parque deixou de apresentar os animais como em uma vitrine para se tornar uma sala de aula.
Em 1988 foi criado o Centro de Educação Ambiental, com uma biblioteca especializada em meio ambiente, com literatura infantil e técnica, um Museu de Zoologia, um auditório para projeções e alojamento para estágiarios de outras cidades em treinamento. Posteriormente, para popularizar a pesquisa, foi criado o "Laboratório Cientistas da Natureza".
Tempos atuais

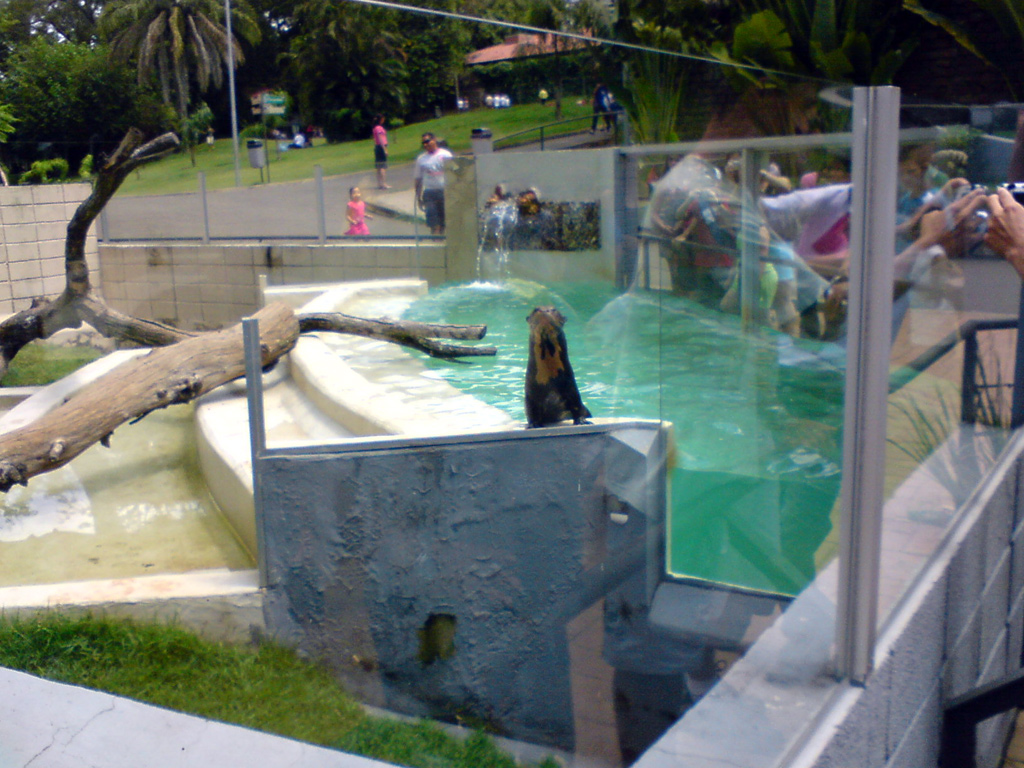
Recinto com ariranha.

O zoológico foi revitalizado em 2004 e seus recintos atualmente incorporam as técnicas mais modernas de exibição, como fossos para macacos, aviário onde os visitantes tem a oportunidade de, uma vez em seu interior, observar os pássaros voando em sua volta e grandes painéis de vidro que permitem a observação de ursos, ariranhas e outros animais.
Além de treinamentos a biólogos e veterinários de todo o país, o Parque Zoológico Municipal Quinzinho de Barros é responsável pelo treinamento de soldados, sargentos e oficiais da Policia Florestal do Estado de São Paulo.

## Localização e acessos
O Parque Zoológico Municipal Quinzinho de Barros situa-se na Rua Theodoro Kaisel, 883, no bairro de Vila Hortência, na Zona Leste de Sorocaba. Há linhas de ônibus que saem do Terminal São Paulo e que passam pelas imediações do Zôo. O acesso a partir do centro de Sorocaba é feito pela Avenida Nogueira Padilha, considerada uma das principais vias de acesso da cidade; essa mesma avenida também permite acesso ao local a partir do trevo na Rodovia Raposo Tavares, (SP-270), na altura do km 98 para quem segue para a capital e, no km 92 no sentido contrário.